# 西大田駅
座標: 北緯36度19分20.91秒 東経127度24分11.86秒 / 北緯36.3224750度 東経127.4032944度
西大田駅（ソデジョンえき）は、大韓民国大田広域市中区五柳洞にある韓国鉄道公社（KORAIL）の駅である。

## 利用可能な路線
- 韓国鉄道公社
  - KTX（湖南高速鉄道）
  - 湖南線
  - 大田線（旅客扱いなし）

## 駅構造
- 島式ホーム2面4線の地上駅。

### のりば
| 1・2 | 湖南線 | 益山・光州松汀・木浦・光州線直通 光州・全羅線直通 麗水エキスポ・長項線直通 群山・長項方面 |
| 3・4 | 湖南線 | 京釜線直通 天安・平沢・水原・龍山・京釜高速線直通 五松・天安牙山・光明・龍山方面          |

## 駅周辺
- ●大田都市鉄道1号線（西大田ネゴリ駅 (107)・五龍駅 (108)）
- コストコ大田店
- 大田五柳初等学校
- 五柳洞住民センター
- 大田元平初等学校
- ホームプラス文化店
- CGV大田店
- 大田CBS

## 歴史
- 1936年11月1日 - 開業[1]。
- 2004年4月1日 - KTX運行開始。

## 隣の駅
韓国鉄道公社
KTX（湖南高速鉄道）
五松駅 - （大田操車場） - 西大田駅 - 鶏龍駅
湖南線
大田操車場 - 西大田駅 - 佳水院駅
大田線
大田駅 - 西大田駅